# خوسيه روبيو
خوسيه روبيو (بالإسبانية: José Javier Rubio Gómez)‏ (16 نوفمبر 1984 إسبانيا - ) هو لاعب كرة قدم إسباني يلعب كلاعب وسط.

## روابط خارجية
- خوسيه روبيو على موقع قاعدة بيانات كرة القدم.إي يو (الإنجليزية)
- خوسيه روبيو على موقع Soccerway.com (الإنجليزية)
- خوسيه روبيو على موقع AS.com (الإسبانية)